# Дорожные знаки России (1991—2006)
В данной статье приведены дорожные знаки, использовавшиеся в России с момента распада Советского Союза в 1991 году до введения на её территории более нового стандарта дорожных знаков ГОСТ Р 52289-2004 и ГОСТ Р 52290-2004 1 января 2006 года.
Дорожные знаки России в период с 1991 по 2006 год были определены в ГОСТ 10807-78.
ГОСТ 10807-78 был первоначально введён 1 января 1980 года и после распада СССР продолжил действовать на территории постсоветских стран: Азербайджан, Армения, Белоруссия, Грузия, Казахстан, Кыргызстан, Молдавия, Россия, Таджикистан, Туркменистан, Узбекистан и Украина.
С 1 января 2006 года на территории России введён в действие новый стандарт дорожных знаков ГОСТ Р 52290-2004 взамен ГОСТ 10807-78. В стандарте ГОСТ Р 52290-2004 появились новые дорожные знаки, а группа информационно-указательных знаков по старому стандарту разделена на две самостоятельные по ГОСТ Р 52290-2004: «знаки особых предписаний» и «информационные знаки».

## Предупреждающие знаки
Предупреждающие знаки информируют водителей о приближении к опасному участку дороги, движение по которому требует принятия мер, соответствующих обстановке. Большинство из них имеют форму равностороннего треугольника белого цвета с красной каймой. Такие знаки устанавливаются в населённом пункте за 50—100 м, вне населённых пунктов за 150—300 м до начала опасного участка. В отдельных случаях может быть другое расстояние, которое будет определяться табличкой «Расстояние до объекта», установленной под предупреждающим знаком. Если опасный участок имеет протяжённость, то под предупреждающим знаком будет установлена табличка «Зона действия».

-

| Номер знака   | Номер знака       | Изображение | Название                                | Описание |
| ГОСТ 10807‑78 | ГОСТ Р 52289‑2004 | Изображение | Название                                | Описание |
| ------------- | ----------------- | ----------- | --------------------------------------- | --- |
| 1.1           | 1.1               |             | Железнодорожный переезд со шлагбаумом   | Устанавливаются в населённом пункте за 50—100 м, вне населённых пунктов за 150—300 м до переезда. Предупреждает водителя о том, что необходимо сбросить скорость, быть внимательным и осторожным, ведь впереди железнодорожный переезд со шлагбаумом. Этот знак дублируется только вне населённого пункта, второй знак устанавливается на расстоянии не менее 50 метров до переезда. |
| 1.2           | 1.2               |             | Железнодорожный переезд без шлагбаума   | Устанавливаются в населённом пункте за 50—100 м, вне населённых пунктов за 150—300 м до переезда. Приближение к железнодорожному переезду, не оборудованному шлагбаумом. Водитель должен быть готов к остановке перед переездом. Этот знак дублируется только вне населённого пункта, второй знак устанавливается на расстоянии не менее 50 метров до переезда. |
| 1.3.1         | 1.3.1             |             | Однопутная железная дорога              | Устанавливаются непосредственно перед железнодорожными переездами без шлагбаума. Информирует водителя о наличии одного пересечения с железной дорогой, не оборудованного шлагбаумом. |
| 1.3.2         | 1.3.2             |             | Многопутная железная дорога             | Устанавливаются непосредственно перед железнодорожными переездами без шлагбаума. Информирует водителя о наличии нескольких пересечений с железной дорогой, не оборудованных шлагбаумом. |
| 1.4.1         | 1.4.1             |             | Приближение к железнодорожному переезду | Дополнительное предупреждение о приближении к железнодорожному переезду вне населённых пунктов. Этот знак может устанавливаться одновременно на правой и левой стороне дороги (наклонная красная полоса направлена в сторону проезжей части) за 150—300 метров. |
| 1.4.2         | 1.4.2             |             | Приближение к железнодорожному переезду | Дополнительное предупреждение о приближении к железнодорожному переезду вне населённых пунктов. Этот знак может устанавливаться одновременно на правой и левой стороне дороги (наклонная красная полоса направлена в сторону проезжей части) за 100—200 метров. |
| 1.4.3         | 1.4.3             |             | Приближение к железнодорожному переезду | Дополнительное предупреждение о приближении к железнодорожному переезду вне населённых пунктов. Этот знак может устанавливаться одновременно на правой и левой стороне дороги (наклонная красная полоса направлена в сторону проезжей части) за 50—100 метров. |
| 1.4.4         | 1.4.4             |             | Приближение к железнодорожному переезду | Дополнительное предупреждение о приближении к железнодорожному переезду вне населённых пунктов. Этот знак может устанавливаться одновременно на правой и левой стороне дороги (наклонная красная полоса направлена в сторону проезжей части) за 150—300 метров. |
| 1.4.5         | 1.4.5             |             | Приближение к железнодорожному переезду | Дополнительное предупреждение о приближении к железнодорожному переезду вне населённых пунктов. Этот знак может устанавливаться одновременно на правой и левой стороне дороги (наклонная красная полоса направлена в сторону проезжей части) за 100—200 метров. |
| 1.4.6         | 1.4.6             |             | Приближение к железнодорожному переезду | Дополнительное предупреждение о приближении к железнодорожному переезду вне населённых пунктов. Этот знак может устанавливаться одновременно на правой и левой стороне дороги (наклонная красная полоса направлена в сторону проезжей части) за 50—100 метров. |
| 1.5           | 1.5               |             | Пересечение с трамвайной линией         | Устанавливаются в населённом пункте за 50—100 м, вне населённых пунктов за 150—300 м до пересечения. Предупреждает о приближении к пересечению с трамвайными путями вне перекрёстка или перед перекрёстком при ограниченной видимости трамвайных путей (менее 50 м). Водитель должен быть готов остановиться, чтобы уступить дорогу трамваю. |
| 1.6           | 1.6               |             | Пересечение равнозначных дорог          | Устанавливаются в населённом пункте за 50—100 м, вне населённых пунктов за 150—300 м до начала пересечения. Может быть оборудован пешеходным переходом. Водитель должен быть готов уступить дорогу любым транспортным средствам, приближающимся справа, и пешеходам. |
| 1.7           | 1.7               |             | Пересечение с круговым движением        | Устанавливаются в населённом пункте за 50—100 м, вне населённых пунктов за 150—300 м до пересечения. Этот знак предупреждает водителя о том, что впереди перекресток с круговым движением. Движение осуществляется по направлении стрелок. Водитель, который находиться на круге имеет преимущество перед въезжающим транспортом |
| 1.8           | 1.8               |             | Светофорное регулирование               | Устанавливаются в населённом пункте за 50—100 м, вне населённых пунктов за 150—300 м до начала опасного участка. Предупреждает о перекрёстке, пешеходном переходе или другом участке дороги, движение на которых регулируется светофором. Водитель должен быть готов остановиться на красный запрещающий сигнал светофора. |
| 1.9           | 1.9               |             | Разводной мост                          | Устанавливаются в населённом пункте за 50—100 м, вне населённых пунктов за 150—300 м до начала опасного участка. Разводной мост или паромная переправа. При въезде на паром необходимо руководствоваться указаниями дежурного по паромной переправе, пропуская транспортные средства, съезжающие с парома. Водитель должен быть готов остановиться перед разводным мостом или переправой, если въезд на мост или переправу закрыт. Этот знак дублируется только вне населённого пункта, второй знак устанавливается на расстоянии не менее 50 м до начала опасного участка. |
| 1.10          | 1.10              |             | Выезд на набережную                     | Устанавливаются в населённом пункте за 50—100 м, вне населённых пунктов за 150—300 м до начала опасного участка. Выезд на набережную или берег. Предупреждают водителей о выезде на набережную, берег реки, озера, где имеется опасность съезда транспортного средства в воду. Водителю рекомендуется снизить скорость, оценить ситуацию. Этот знак дублируется только вне населённого пункта, второй знак устанавливается на расстоянии не менее 50 м до начала опасного участка.                                                                                          |
| 1.11.1        | 1.11.1            |             | Опасный поворот                         | Устанавливаются в населённом пункте за 50—100 м, вне населённых пунктов за 150—300 м до начала опасного участка. Закругление дороги малого радиуса или с ограниченной видимостью направо. Водитель должен помнить, что на таких участках запрещены такие манёвры как обгон, разворот и движение задним ходом. Водитель обязан снизить скорость для безопасного проезда кривой. |
| 1.11.2        | 1.11.2            |             | Опасный поворот                         | Устанавливаются в населённом пункте за 50—100 м, вне населённых пунктов за 150—300 м до начала опасного участка. Закругление дороги малого радиуса или с ограниченной видимостью налево. Водитель должен помнить, что на таких участках запрещены такие манёвры как обгон, разворот и движение задним ходом. Водитель обязан снизить скорость для безопасного проезда кривой. |
| 1.12.1        | 1.12.1            |             | Опасные повороты                        | Устанавливаются в населённом пункте за 50—100 м, вне населённых пунктов за 150—300 м до начала опасного участка. Предупреждают о приближении к участку дороги с двумя или более опасными поворотами, следующими друг за другом; первый поворот осуществляется направо. Водитель должен помнить, что на таких участках запрещены такие манёвры как обгон, разворот и движение задним ходом. Водитель обязан снизить скорость для безопасного проезда кривой. |
| 1.12.2        | 1.12.2            |             | Опасные повороты                        | Устанавливаются в населённом пункте за 50—100 м, вне населённых пунктов за 150—300 м до начала опасного участка. Предупреждают о приближении к участку дороги с двумя или более опасными поворотами, следующими друг за другом; первый поворот осуществляется налево. Водитель должен помнить, что на таких участках запрещены такие манёвры как обгон, разворот и движение задним ходом. Водитель обязан снизить скорость для безопасного проезда кривой. |
| 1.13          | 1.13              |             | Крутой спуск                            | Цифрами указывается уклон в сотых долях. Водителю может потребоваться перейти на пониженную передачу, или активировать тормоз-замедлитель |
| 1.14          | 1.14              |             | Крутой подъём                           | Цифрами указывается уклон в сотых долях. Водителю может потребоваться увеличить скорость движения или перейти на пониженную передачу. Если уклон обозначен знаками 1.13 или 1.14, то в случае затруднённого встречного разъезда уступить дорогу должен водитель, движущийся на спуск. |
| 1.15          | 1.15              |             | Скользкая дорога                        | Участок дороги с повышенной скользкостью проезжей части. Водитель обязан снизить скорость и быть готовым к возникновению заноса. |
| 1.16          | 1.16              |             | Неровная дорога                         | Участок дороги, имеющий неровности на проезжей части (волнистость, выбоины, неплавные сопряжения с мостами и тому подобное). Водителю рекомендуется снизить скорость. |
| 1.17          | 1.18              |             | Выброс гравия                           | Участок дороги, на котором возможен выброс гравия, щебня и тому подобного из-под колёс транспортных средств. Водителю рекомендуется снизить скорость, чтобы избежать повреждения своего и других транспортных средств гравием. |
| 1.18.1        | 1.20.1            |             | Сужение дороги                          | С обеих сторон. Водитель, движущийся по заканчивающейся полосе, должен быть готов уступить дорогу транспортным средствам, движущимся без смены полосы. Знак 1.18.1 сейчас имеет такой вид: |
| 1.18.2        | 1.20.2            |             | Сужение дороги                          | С правой стороны. Водитель, движущийся по заканчивающейся полосе, должен быть готов уступить дорогу транспортным средствам, движущимся без смены полосы. Знак 1.18.2 сейчас имеет такой вид: |
| 1.18.3        | 1.20.3            |             | Сужение дороги                          | С левой стороны. Водитель, движущийся по заканчивающейся полосе, должен быть готов уступить дорогу транспортным средствам, движущимся без смены полосы. Знак 1.18.3 сейчас имеет такой вид: |
| 1.19          | 1.21              |             | Двустороннее движение                   | Начало участка дороги (проезжей части) с встречным движением. Водитель должен быть готов к появлению встречных транспортных средств. |
| 1.20          | 1.22              |             | Пешеходный переход                      | Пешеходный переход, обозначенный знаками 5.19.1, 5.19.2 и (или) разметкой 1.14.1 и 1.14.2. Водитель должен быть готов остановиться, чтобы пропустить пешеходов. |
| 1.21          | 1.23              |             | Дети                                    | Участок дороги вблизи детского учреждения (школы, оздоровительного лагеря и тому подобного), на проезжей части которой возможно появление детей. Водитель должен быть готов остановиться, чтобы пропустить детей, переходящих дорогу. |
| 1.22          | 1.24              |             | Пересечение с велосипедной дорожкой     | Предупреждает о пересечении с велосипедной дорожкой. Водитель должен быть готов остановиться, чтобы пропустить велосипедистов. |
| 1.23          | 1.25              |             | Дорожные работы                         | Предупреждает о дорожных работах. Водитель должен быть готов к изменению схемы движения, появлению на проезжей части транспортных средств дорожных служб и т. д. Этот знак с ограниченным сроком действия. В настоящее время в России и ряде постсоветских стран используется только жёлтый фон на этом знаке, однако белый фон всё ещё может использоваться в странах СНГ. Знак «Дорожные работы» сейчас имеет такой вид: |
| 1.24          | 1.26              |             | Перегон скота                           | Водитель должен быть готов к появлению на проезжей части скота. |
| 1.25          | 1.27              |             | Дикие животные                          | Водитель должен быть готов к появлению на проезжей части диких животных. |
| 1.26          | 1.28              |             | Падение камней                          | Участок дороги, на котором возможны обвалы, оползни, падение камней. |
| 1.27          | 1.29              |             | Боковой ветер                           | Предупреждает о сильных боковых ветрах. Необходимо снизить скорость и держаться как можно ближе к центру занимаемой полосы, чтобы в случае порыва не оказаться на обочине или на встречной полосе. |
| 1.28          | 1.30              |             | Низколетящие самолеты                   | Устанавливается вблизи аэродромов. Предупреждает о низколетящих самолётах, внезапное появление которых может напугать водителя или создать турбулентный поток над участком дороги. Необходимо снизить скорость и держаться как можно ближе к центру занимаемой полосы, чтобы в случае порыва не оказаться на обочине или на встречной полосе. |
| 1.29          | 1.31              |             | Тоннель                                 | Туннель, в котором отсутствует искусственное освещение, или тоннель, видимость въездного портала которого ограничена. Перед въездом в тоннель необходимо включить ближний или дальний свет фар (чтобы в случае отключенного освещения в тоннеле не оказаться на движущемся автомобиле в тёмном пространстве). |
| 1.30          | 1.33              |             | Прочие опасности                        | Участок дороги, на котором имеются опасности, не предусмотренные другими предупреждающими знаками. |
| 1.31.1        | 1.34.1            |             | Направление поворота                    | Направление движения на закруглении дороги малого радиуса с ограниченной видимостью. Направление объезда ремонтируемого участка дороги. |
| 1.31.2        | 1.34.2            |             | Направление поворота                    | Направление движения на закруглении дороги малого радиуса с ограниченной видимостью. Направление объезда ремонтируемого участка дороги. |
| 1.31.3        | 1.34.3            |             | Направление поворота                    | Направление движения на закруглении дороги малого радиуса с ограниченной видимостью. Направление объезда ремонтируемого участка дороги. |

## Знаки приоритета
Знаки приоритета устанавливают очерёдность проезда перекрестков, пересечений проезжих частей или узких участков дороги. Основные знаки приоритета («Главная дорога», «Уступите дорогу» и «Движение без остановки запрещено»).
Часто имеют необычную форму (перевёрнутый треугольник, ромб, восьмиугольник). Это связано с необходимостью однозначно идентифицировать знаки с любой стороны. Знаки «Пересечение со второстепенной дорогой» и «Примыкание второстепенной дороги» имеют характерную для предупреждающих знаков форму равностороннего треугольника белого цвета с красной каймой.
Отменяются сигналами светофора и регулировщика.
| Номер знака   | Номер знака       | Изображение | Название                               | Описание |
| ГОСТ 10807‑78 | ГОСТ Р 52289‑2004 | Изображение | Название                               | Описание |
| ------------- | ----------------- | ----------- | -------------------------------------- | --- |
| 2.1           | 2.1               |             | Главная дорога                         | Дорога, на которой водитель имеет приоритет проезда перекрёстков. Отменяется знаком 2.2. |
| 2.2           | 2.2               |             | Конец главной дороги                   | Участок дороги, где главная дорога заканчивается на перекрёстке. |
| 2.3.1         | 2.3.1             |             | Пересечение со второстепенной дорогой  | Предупреждает о близости пересечения с второстепенными дорогами одновременно справа и слева |
| 2.3.2         | 2.3.2             |             | Примыкание второстепенной дороги       | Предупреждает о близости примыкания второстепенной дороги справа |
| 2.3.3         | 2.3.3             |             | Примыкание второстепенной дороги       | Предупреждает о близости примыкания второстепенной дороги слева |
| 2.4           | 2.4               |             | Уступите дорогу                        | Водитель должен уступить дорогу транспортным средствам, движущимся по пересекаемой дороге, а при наличии таблички 7.13 — по главной. |
| 2.5           | 2.5               |             | Движение без остановки запрещено       | Запрещается движение без остановки перед стоп-линией, а если её нет — перед краем пересекаемой проезжей части. Водитель должен уступить дорогу транспортным средствам, движущимся по пересекаемой, а при наличии таблички 7.13 — по главной дороге. Знак 2.5 может быть установлен перед железнодорожным переездом или карантинным постом. В этих случаях водитель должен остановиться перед стоп-линией, а при её отсутствии — перед знаком. |
| 2.6           | 2.6               |             | Преимущество встречного движения       | Запрещается въезд на узкий участок дороги, если это может затруднить встречное движение. Водитель должен уступить дорогу встречным транспортным средствам, находящимся на узком участке или противоположном подъезде к нему. Если навстречу движется мотоцикл без коляски, и с ним возможно разъехаться на узком участке, то можно продолжать движение.                                                                                       |
| 2.7           | 2.7               |             | Преимущество перед встречным движением | Водитель имеет право проехать узкий участок дороги первым. |

## Запрещающие знаки
Запрещающие знаки вводят или отменяют определенные ограничения движения. Каждый запрещающий дорожный знак имеет комментарий, поясняющий действие знака дорожного движения в различных ситуациях.
Форма — круглая, фон — белый, цвет рисунков — чёрный. Вводят или отменяют определенные ограничения в движении. Действие знаков начинается непосредственно с того места, где они установлены, на ту сторону проезжей части, на которой они установлены и распространяют своё действие до первого перекрёстка или до конца населённого пункта.
| Номер знака   | Номер знака       | Изображение | Название                                                                               | Описание |
| ГОСТ 10807‑78 | ГОСТ Р 52289‑2004 | Изображение | Название                                                                               | Описание |
| ------------- | ----------------- | ----------- | -------------------------------------------------------------------------------------- | --- |
| 3.1           | 3.1               |             | Въезд запрещён                                                                         | Запрещается въезд всех транспортных средств в данном направлении. Этот дорожный знак можно увидеть на дорогах с односторонним движением, на въезде против направления движения. Действие знака не распространяется: На маршрутные транспортные средства (только если знак расположен не на дорогах с односторонним движением). Действует до первого перекрёстка. Обиходное название знака — «кирпич». |
| 3.2           | 3.2               |             | Движение запрещено                                                                     | Запрещается движение всех транспортных средств. Действие знака не распространяется: 1) На транспортные средства организаций федеральной почтовой связи, имеющие на боковой поверхности белую диагональную полосу на синем фоне. 2) Транспортные средства, которые обслуживают предприятия, находящиеся в обозначенной зоне, а также обслуживают граждан или принадлежат гражданам, проживающим или работающим в обозначенной зоне. 3) На транспортные средства, управляемые инвалидами 1 и 2 групп, перевозящие таких инвалидов или детей инвалидов. 4) На маршрутные транспортные средства. Действует до первого перекрёстка. |
| 3.3           | 3.3               |             | Движение механических транспортных средств запрещено                                   | Запрещается движение механических транспортных средств. Действие знака не распространяется: 1) На транспортные средства организаций федеральной почтовой связи, имеющие на боковой поверхности белую диагональную полосу на синем фоне. 2) Транспортные средства, которые обслуживают предприятия, находящиеся в обозначенной зоне, а также обслуживают граждан или принадлежат гражданам, проживающим или работающим в обозначенной зоне. 3) На транспортные средства, управляемые инвалидами 1 и 2 групп, перевозящие таких инвалидов или детей инвалидов. 4) На маршрутные транспортные средства. Действует до первого перекрёстка. |
| 3.4           | 3.4               |             | Движение грузовых автомобилей запрещено                                                | Запрещается движение грузовых автомобилей и составов транспортных средств с разрешённой максимальной массой более 3,5 т (если на знаке не указана масса) или с разрешённой максимальной массой более указанной на знаке, а также тракторов и самоходных машин.. Знак 3.4 не запрещает движение грузовых автомобилей, предназначенных для перевозки людей, транспортных средств организаций федеральной почтовой связи, имеющих на боковой поверхности белую диагональную полосу на синем фоне, а также грузовых автомобилей без прицепа с разрешенной максимальной массой не более 26 тонн, которые обслуживают предприятия, находящиеся в обозначенной зоне. В этих случаях транспортные средства должны въезжать в обозначенную зону и выезжать из неё на ближайшем к месту назначения перекрестке. Действует до первого перекрёстка. |
| 3.5           | 3.5               |             | Движение мотоциклов запрещено                                                          | Запрещается движение двухколёсных механических транспортных средств (кроме мопедов). Действие знака не распространяется: 1) На транспортные средства организаций федеральной почтовой связи, имеющие на боковой поверхности белую диагональную полосу на синем фоне. 2) Транспортные средства, которые обслуживают предприятия, находящиеся в обозначенной зоне, а также обслуживают граждан или принадлежат гражданам, проживающим или работающим в обозначенной зоне. Действует до первого перекрёстка. |
| 3.6           | 3.6               |             | Движение тракторов запрещено                                                           | Запрещается движение тракторов. Действие знака не распространяется: 1) На транспортные средства организаций федеральной почтовой связи, имеющие на боковой поверхности белую диагональную полосу на синем фоне. 2) Транспортные средства, которые обслуживают предприятия, находящиеся в обозначенной зоне, а также обслуживают граждан или принадлежат гражданам, проживающим или работающим в обозначенной зоне. Действует до первого перекрёстка. |
| 3.7           | 3.7               |             | Движение с прицепом запрещено                                                          | Запрещается движение грузовых автомобилей и тракторов с прицепом любого вида, а также запрещается буксировка транспортных средств. Действие знака не распространяется: 1) На транспортные средства организаций федеральной почтовой связи, имеющие на боковой поверхности белую диагональную полосу на синем фоне. 2) Транспортные средства, которые обслуживают предприятия, находящиеся в обозначенной зоне, а также обслуживают граждан или принадлежат гражданам, проживающим или работающим в обозначенной зоне. Действует до первого перекрёстка. |
| 3.8           | 3.8               |             | Движение гужевых повозок запрещено                                                     | Запрещается движение гужевых повозок любого типа, а также вьючных и верховых животных. Действие знака не распространяется: 1) На транспортные средства организаций федеральной почтовой связи, имеющие на боковой поверхности белую диагональную полосу на синем фоне. 2) Транспортные средства, которые обслуживают предприятия, находящиеся в обозначенной зоне, а также обслуживают граждан или принадлежат гражданам, проживающим или работающим в обозначенной зоне. Действует до первого перекрёстка. |
| 3.9           | 3.9               |             | Движение на велосипедах запрещено                                                      | Запрещается движение на велосипедах и мопедах. Действует до первого перекрёстка. |
| 3.10          | 3.10              |             | Движение пешеходов запрещено                                                           | Запрещается движение пешеходов. Действует до первого перекрёстка. |
| 3.11          | 3.11              |             | Ограничение массы                                                                      | Запрещается движение транспортных средств (в том числе с прицепом), общая фактическая масса которых больше цифры на знаке. Действует до первого перекрёстка. |
| 3.12          | 3.12              |             | Ограничение массы, приходящейся на ось транспортного средства                          | Запрещается движение транспортных средств, у которых общая фактическая масса, приходящаяся на любую ось, превышает цифру на знаке. Действует до первого перекрёстка. Для двухосного транспортного средства на переднюю ось приходится 1/3 массы, на заднюю — 2/3. Если более 2 осей, то масса распределяется по ним равномерно. |
| 3.13          | 3.13              |             | Ограничение высоты                                                                     | Запрещён въезд любого транспортного средства, габариты которого (с грузом или без груза) превышают установленную цифру по высоте. Действует до первого перекрёстка. В настоящее время в России ограничение высоты 3,5 м используется редко; значение высоты 4,5 м используется чаще всего и изображено на знаке, как показано в ГОСТ 52289-2004. |
| 3.14          | 3.14              |             | Ограничение ширины                                                                     | Запрещён въезд любого транспортного средства, габариты которого (с грузом или без груза) превышают установленную цифру по ширине. Действует до первого перекрёстка. |
| 3.15          | 3.15              |             | Ограничение длины                                                                      | Запрещён въезд любого транспортного средства, габариты которого (с грузом или без груза) превышают установленную цифру по длине. Действует до первого перекрёстка. |
| 3.16          | 3.16              |             | Ограничение минимальной дистанции                                                      | Устанавливает минимальную дистанцию между транспортными средствами. Действует до первого перекрёстка либо до знака 3.31. |
| 3.17.1        | 3.17.1            |             | Таможня                                                                                | Запрещается проезд без остановки у контрольного пункта (таможни) |
| 3.17.2        | 3.17.2            |             | Опасность                                                                              | Запрещается проезд всех транспортных средств в связи с ДТП, пожаром, и т. д. |
| 3.18.1        | 3.18.1            |             | Поворот направо запрещён                                                               | Разрешается движение прямо, налево и в обратном направлении. Действие знака не распространяется на маршрутные транспортные средства. |
| 3.18.2        | 3.18.2            |             | Поворот налево запрещён                                                                | Разрешается движение прямо, направо и в обратном направлении. Действие знака не распространяется на маршрутные транспортные средства. |
| 3.19          | 3.19              |             | Разворот запрещён                                                                      | Разрешается движение прямо, направо и налево. Действие знака не распространяется на маршрутные транспортные средства. |
| 3.20          | 3.20              |             | Обгон запрещён                                                                         | Запрещён обгон всех транспортных средств. Запрещается обгон всех транспортных средств, кроме тихоходных транспортных средств, гужевых повозок, велосипедов, мопедов и двухколесных мотоциклов без бокового прицепа. Действует до первого перекрёстка, либо до знаков 3.21 и 3.31. |
| 3.21          | 3.21              |             | Конец зоны запрещения обгона                                                           | Этот знак отменяет действие знака «Обгон запрещен», значит теперь водители при необходимости могут совершать обгон перед идущем транспортом, соблюдая при этом правила дорожного движения. |
| 3.22          | 3.22              |             | Обгон грузовым автомобилям запрещён                                                    | Запрещён обгон всех транспортных средств для автомобилей с разрешённой максимальной массой более 3,5 тонн. Действует до первого перекрёстка, либо до знаков 3.23 и 3.31 Запрещается также обгон одиночных транспортных средств, если они движутся со скоростью не более 30 км/ч. Тракторам запрещается обгон всех транспортных средств, кроме гужевых повозок и велосипедов. |
| 3.23          | 3.23              |             | Конец зоны запрещения обгона грузовым автомобилям                                      | Отменяет действие знака 3.22 |
| 3.24          | 3.24              |             | Ограничение максимальной скорости                                                      | Запрещён проезд со скоростью, превышающей указанную на знаке. Действует до первого перекрёстка, либо до знаков 3.25 или 3.31, а также до знака 3.24 с иным числовым значением. |
| 3.25          | 3.25              |             | Конец зоны ограничения максимальной скорости                                           | Отменяет действие знака 3.24 |
| 3.26          | 3.26              |             | Подача звукового сигнала запрещена                                                     | Запрещена подача звукового сигнала, кроме тех случав, когда это необходимо для предотвращения ДТП. Действует до первого перекрёстка либо до знака 3.31. |
| 3.27          | 3.27              |             | Остановка запрещена                                                                    | Запрещается остановка и стоянка транспортных средств. Действие знака не распространяется: На маршрутные транспортные средства. |
| 3.28          | 3.28              |             | Стоянка запрещена                                                                      | Запрещается стоянка всех транспортных средств. Не распространяется на ТС, управляемые инвалидами I и II групп, перевозящие таких инвалидов и детей-инвалидов, если на ТС установлен опознавательный знак «Инвалид». |
| 3.29          | 3.29              |             | Стоянка запрещена по нечётным числам месяца.                                           | Запрещается стоянка по нечётным числам месяца всех транспортных средств. |
| 3.30          | 3.30              |             | Стоянка запрещена по чётным числам месяца                                              | Запрещается стоянка по чётным числам месяца всех транспортных средств |
| 3.31          | 3.31              |             | Конец зоны всех ограничений                                                            | Отменяет действие знаков 3.16, 3.20, 3.22, 3.24, 3.26—3.30 |
| 3.32          | 3.32              |             | Движение транспортных средств с опасными грузами запрещено                             | Запрещается движение транспортных средств, оборудованных опознавательными знаками «Опасный груз». Действует до первого перекрёстка |
| 3.33          | 3.33              |             | Движение транспортных средств с взрывчатыми и легковоспламеняющимися грузами запрещено | Запрещается движение транспортных средств, осуществляющих перевозку взрывчатых веществ и изделий, а также других опасных грузов, подлежащих маркировке как легковоспламеняющиеся, кроме случаев перевозки указанных опасных веществ и изделий в ограниченном количестве, определяемом в порядке, установленном специальными правилами перевозки. Действует до первого перекрёстка |

## Предписывающие знаки
Предписывающие знаки устанавливаются в непосредственной близости от места, где вступает в силу предписание, и могут повторяться, если компетентные органы считают это необходимым.
В случае, если перед перекрёстком установлены знаки «Направление движения по полосам», то знаки 4.1.1 — 4.1.6 не устанавливаются.
| Номер знака   | Номер знака       | Изображение | Название                                                     | Описание |
| ГОСТ 10807‑78 | ГОСТ Р 52289‑2004 | Изображение | Название                                                     | Описание |
| ------------- | ----------------- | ----------- | ------------------------------------------------------------ | --- |
| 4.1.1         | 4.1.1             |             | Движение прямо                                               | Движение разрешено только прямо. В случае установки в начале участки дороги действует до ближайшего перекрёстка, при этом разрешён поворот направо во дворы. |
| 4.1.2         | 4.1.2             |             | Движение направо                                             | Движение разрешено только направо. В настоящее время в России и ряде постсоветских стран этот знак сейчас имеет такой вид: |
| 4.1.3         | 4.1.3             |             | Движение налево                                              | Движение разрешено только налево или разворот, если разметка или другие дорожные знаки не предписывают иное. В настоящее время в России и ряде постсоветских стран этот знак сейчас имеет такой вид: |
| 4.1.4         | 4.1.4             |             | Движение прямо или направо                                   | Движение разрешено только прямо или направо. |
| 4.1.5         | 4.1.5             |             | Движение прямо или налево                                    | Движение разрешено только прямо, налево, а также разрешён разворот, если разметка или другие дорожные знаки не предписывают иное. |
| 4.1.6         | 4.1.6             |             | Движение направо или налево                                  | Движение разрешено только налево или направо, а также разрешён разворот, если разметка или другие дорожные знаки не предписывают иное. |
| 4.2.1         | 4.2.1             |             | Объезд препятствия справа                                    | Объезд разрешается только справа. |
| 4.2.2         | 4.2.2             |             | Объезд препятствия слева                                     | Объезд разрешается только слева. |
| 4.2.3         | 4.2.3             |             | Объезд препятствия справа или слева                          | Объезд разрешается с любой стороны. |
| 4.3           | 4.3               |             | Круговое движение                                            | Разрешается движение в указанном стрелками направлении. |
| 4.4           | ―                 |             | Движение легковых автомобилей                                | Разрешается движение легковых автомобилей, автобусов, мотоциклов, маршрутных транспортных средств и грузовых автомобилей, разрешенная максимальная масса которых не превышает 3,5 т. Знак разрешает движение и других транспортных средств, которые обслуживают предприятия, находящиеся в обозначенной зоне, а также обслуживают граждан или принадлежат гражданам, проживающим или работающим в обозначенной зоне. В этих случаях транспортные средства должны въезжать в обозначенную зону и выезжать из нее на ближайшем к месту назначения перекрестке. |
| 4.5           | 4.4.1             |             | Велосипедная дорожка                                         | Разрешается движение только на велосипедах. Также могут двигаться пешеходы (при отсутствии тротуара или пешеходной дорожки). |
| 4.6           | 4.5.1             |             | Пешеходная дорожка                                           | Разрешено движение только пешеходов. |
| 4.7           | 4.6               |             | Ограничение минимальной скорости                             | Разрешается движение только с указанной или большей скоростью (50 км/ч). Действует до первого перекрёстка, либо до знака 4.7, а также до знака 4.6 с иным числовым значением. |
| 4.8           | 4.7               |             | Конец зоны ограничения минимальной скорости                  | Отменяет ограничения скорости, введённые ранее. |
| 4.9.1         | 4.8.1             |             | Направление движения транспортных средств с опасными грузами | Движение транспортных средств, оборудованных опознавательными знаками «Опасный груз», разрешается только в направлении, указанном на знаке. - 4.8.1 — прямо - 4.8.2 — направо - 4.8.3 — налево |
| 4.9.2         | 4.8.2             |             | Направление движения транспортных средств с опасными грузами | Движение транспортных средств, оборудованных опознавательными знаками «Опасный груз», разрешается только в направлении, указанном на знаке. - 4.8.1 — прямо - 4.8.2 — направо - 4.8.3 — налево |
| 4.9.3         | 4.8.3             |             | Направление движения транспортных средств с опасными грузами | Движение транспортных средств, оборудованных опознавательными знаками «Опасный груз», разрешается только в направлении, указанном на знаке. - 4.8.1 — прямо - 4.8.2 — направо - 4.8.3 — налево |

## Информационно-указательные знаки
Информационно-указательные знаки вводят или отменяют определенные режимы движения, а также информируют о расположении населенных пунктов и других объектов. С 1 января 2006 года в соответствии с ГОСТ Р 52290-2004 данная категория упразднена и разделена на знаки особых предписаний и информационные — для них выделены категории «Знаки особых предписаний» и «Информационные знаки» соответственно.
| Номер знака   | Номер знака       | Изображение | Название                                                        | Описание |
| ГОСТ 10807‑78 | ГОСТ Р 52289‑2004 | Изображение | Название                                                        | Описание |
| ------------- | ----------------- | ----------- | --------------------------------------------------------------- | --- |
| 5.1           | 5.1               |             | Автомагистраль                                                  | Дорога, на которой действуют требования Правил, устанавливающие порядок движения по автомагистралям. В соответствии с ГОСТ 52289-2004 и ГОСТ 52289-2019 этот знак сейчас отнесён к знакам особых предписаний — для них выделена отдельная категория „Знаки особых предписаний“. |
| 5.2           | 5.2               |             | Конец автомагистрали                                            | Отменяет действие знака 5.1. Цифра указывает расстояние в метрах, через которое действие знака 5.1 закончится. Водитель должен быть готов сбросить скорость и приготовиться к возможному перестроению на другую полосу. В соответствии с ГОСТ 52289-2004 и ГОСТ 52289-2019 этот знак сейчас отнесён к знакам особых предписаний — для них выделена отдельная категория „Знаки особых предписаний“. |
| 5.3           | 5.3               |             | Дорога для автомобилей                                          | Дорога, предназначенная для движения только автомобилей, автобусов и мотоциклов. В соответствии с ГОСТ 52289-2004 и ГОСТ 52289-2019 этот знак сейчас отнесён к знакам особых предписаний — для них выделена отдельная категория „Знаки особых предписаний“. |
| 5.4           | 5.4               |             | Конец дороги для автомобилей                                    | Отменяет действие знака 5.3. В соответствии с ГОСТ 52289-2004 и ГОСТ 52289-2019 этот знак сейчас отнесён к знакам особых предписаний — для них выделена отдельная категория „Знаки особых предписаний“. |
| 5.5           | 5.5               |             | Дорога с односторонним движением                                | Дорога или проезжая часть, по которой движение механических транспортных средств по всей ширине осуществляется в одном направлении. На противоположном направлении обычно устанавливается знак 3.1. Действует до знаков 1.21 и 5.6. В соответствии с ГОСТ 52289-2004 и ГОСТ 52289-2019 этот знак сейчас отнесён к знакам особых предписаний — для них выделена отдельная категория „Знаки особых предписаний“. |
| 5.6           | 5.6               |             | Конец дороги с односторонним движением                          | Отменяет действие знака 5.5. В соответствии с ГОСТ 52289-2004 и ГОСТ 52289-2019 этот знак сейчас отнесён к знакам особых предписаний — для них выделена отдельная категория „Знаки особых предписаний“. |
| 5.7.1         | 5.7.1             |             | Выезд на дорогу с односторонним движением                       | Выезд на дорогу или проезжую часть с односторонним движением. В соответствии с ГОСТ 52289-2004 и ГОСТ 52289-2019 этот знак сейчас отнесён к знакам особых предписаний — для них выделена отдельная категория „Знаки особых предписаний“. |
| 5.7.2         | 5.7.2             |             | Выезд на дорогу с односторонним движением                       | Выезд на дорогу или проезжую часть с односторонним движением. В соответствии с ГОСТ 52289-2004 и ГОСТ 52289-2019 этот знак сейчас отнесён к знакам особых предписаний — для них выделена отдельная категория „Знаки особых предписаний“. |
| 5.8.1         | 5.15.1            |             | Направления движения по полосам                                 | Число полос и разрешенные направления движения на каждой из них. В соответствии с ГОСТ 52289-2004 и ГОСТ 52289-2019 этот знак сейчас отнесён к знакам особых предписаний — для них выделена отдельная категория „Знаки особых предписаний“. |
| 5.8.2         | 5.15.2            |             | Направления движения по полосе                                  | Разрешенные направления движения по полосе. Использование знаков 5.8.2 является предпочтительным по отношению к знакам 5.8.1. В соответствии с ГОСТ 52289-2004 и ГОСТ 52289-2019 эти знаки сейчас отнесены к знакам особых предписаний — для них выделена отдельная категория „Знаки особых предписаний“. |
| 5.8.3         | 5.15.3            |             | Начало полосы                                                   | Начало дополнительной полосы на подъёме или полосы торможения. Грузовой автомобиль с разрешенной максимальной массой свыше 3,5 т., то должен перестроиться на дополнительную полосу. Если на знаке, установленном перед дополнительной полосой, изображен знак 4.7, то водитель транспортного средства, который не может продолжать движение по основной полосе с указанной или большей скоростью, должен перестроиться на дополнительную полосу, расположенную справа от него. В соответствии с ГОСТ 52289-2004 и ГОСТ 52289-2019 эти знаки сейчас отнесены к знакам особых предписаний — для них выделена отдельная категория „Знаки особых предписаний“.                                                                      |
| 5.8.4         | 5.15.4            |             | Начало полосы                                                   | Начало участка средней полосы трёхполосной дороги, предназначенного для движения в данном направлении. В соответствии с ГОСТ 52289-2004 и ГОСТ 52289-2019 этот знак сейчас отнесён к знакам особых предписаний — для них выделена отдельная категория „Знаки особых предписаний“. |
| 5.8.5         | 5.15.5            |             | Конец полосы                                                    | Конец дополнительной полосы на подъёме или полосы разгона. В соответствии с ГОСТ 52289-2004 и ГОСТ 52289-2019 этот знак сейчас отнесён к знакам особых предписаний — для них выделена отдельная категория „Знаки особых предписаний“. |
| 5.8.6         | 5.15.6            |             | Конец полосы                                                    | Конец участка средней полосы на трёхполосной дороге, предназначенного для движения в данном направлении. |
| 5.8.7         | 5.15.7            |             | Направление движения по полосам                                 | Если на знаках 5.8.7 и 5.8.8 изображён знак, запрещающий движение каким-либо транспортным средствам, то движение этих транспортных средств по соответствующей полосе запрещается. Знаки 5.8.7 и 5.8.8 с соответствующим числом стрелок могут применяться на дорогах с четырьмя и более полосами. В соответствии с ГОСТ 52289-2004 и ГОСТ 52289-2019 эти знаки сейчас отнесены к знакам особых предписаний — для них выделена отдельная категория „Знаки особых предписаний“. |
| 5.8.8         | 5.15.7            |             | Направление движения по полосам                                 | Если на знаках 5.8.7 и 5.8.8 изображён знак, запрещающий движение каким-либо транспортным средствам, то движение этих транспортных средств по соответствующей полосе запрещается. Знаки 5.8.7 и 5.8.8 с соответствующим числом стрелок могут применяться на дорогах с четырьмя и более полосами. В соответствии с ГОСТ 52289-2004 и ГОСТ 52289-2019 эти знаки сейчас отнесены к знакам особых предписаний — для них выделена отдельная категория „Знаки особых предписаний“. |
| 5.9           | 5.14.1            |             | Полоса для маршрутных транспортных средств                      | Специально выделенная полоса, по которой маршрутные транспортные средства, велосипедисты, а также школьные автобусы и транспортные средства, используемые в качестве легкового такси, движутся попутно общему потоку транспортных средств. Действие знака распространяется на полосу, над которой он расположен. Действие знака, установленного справа от дороги, распространяется на правую полосу. В соответствии с ГОСТ 52289-2004 и ГОСТ 52289-2019 этот знак сейчас отнесён к знакам особых предписаний — для них выделена отдельная категория „Знаки особых предписаний“. |
| 5.10.1        | 5.11.1            |             | Дорога с полосой для маршрутных транспортных средств            | Этот знак сообщает, что на дороге есть две полосы. По одной из них движение разрешено только общественному транспорту, по другой полосе автомобили могут двигаться только в одном направлении, указанно на знаке. В соответствии с ГОСТ 52289-2004 и ГОСТ 52289-2019 этот знак сейчас отнесён к знакам особых предписаний — для них выделена отдельная категория „Знаки особых предписаний“. |
| 5.10.2        | 5.13.1            |             | Выезд на дорогу с полосой для маршрутных транспортных средств   | Выезд на дорогу или на проезжую часть, в который есть полоса для маршрутных ТС, ТС перевозки детей, велосипедов и ТС которые используются в качестве такси. В соответствии с ГОСТ 52289-2004 и ГОСТ 52289-2019 этот знак сейчас отнесён к знакам особых предписаний — для них выделена отдельная категория „Знаки особых предписаний“. |
| 5.10.3        | 5.13.2            |             | Выезд на дорогу с полосой для маршрутных транспортных средств   | Выезд на дорогу или на проезжую часть, в который есть полоса для маршрутных ТС, ТС перевозки детей, велосипедов и ТС которые используются в качестве такси. В соответствии с ГОСТ 52289-2004 и ГОСТ 52289-2019 этот знак сейчас отнесён к знакам особых предписаний — для них выделена отдельная категория „Знаки особых предписаний“. |
| 5.10.4        | 5.12.1            |             | Конец дороги с полосой для маршрутных транспортных средств      | Отменяет действие знака 5.10.1. В соответствии с ГОСТ 52289-2004 и ГОСТ 52289-2019 этот знак сейчас отнесён к знакам особых предписаний — для них выделена отдельная категория „Знаки особых предписаний“. |
| 5.11.1        | 6.3.1             |             | Место для разворота                                             | Указывает место для разворота. Поворот налево запрещается. В соответствии с ГОСТ 52289-2004 и ГОСТ 52289-2019 этот знак сейчас отнесён к информационным знакам — для них выделена отдельная категория „Информационные знаки“. |
| 5.11.2        | 6.3.2             |             | Зона для разворота                                              | Протяженность зоны для разворота. Поворот налево запрещается. В соответствии с ГОСТ 52289-2004 и ГОСТ 52289-2019 этот знак сейчас отнесён к информационным знакам — для них выделена отдельная категория „Информационные знаки“. |
| 5.12          | 5.16              |             | Место остановки автобуса и (или) троллейбуса                    | Обозначает остановочной пункт автобуса или троллейбуса. Водитель за остановкой автобуса может остановиться при посадке — высадки пассажира, если не создаст помех маршрутным ТС. В соответствии с ГОСТ 52289-2004 и ГОСТ 52289-2019 этот знак сейчас отнесён к знакам особых предписаний — для них выделена отдельная категория „Знаки особых предписаний“. |
| 5.13          | 5.17              |             | Место остановки трамвая                                         | Обозначает остановочной пункт трамвая. В соответствии с ГОСТ 52289-2004 и ГОСТ 52289-2019 этот знак сейчас отнесён к знакам особых предписаний — для них выделена отдельная категория „Знаки особых предписаний“. |
| 5.14          | 5.18              |             | Место стоянки легковых такси                                    | Обозначает стоянку легковых такси. В соответствии с ГОСТ 52289-2004 и ГОСТ 52289-2019 этот знак сейчас отнесён к знакам особых предписаний — для них выделена отдельная категория „Знаки особых предписаний“. |
| 5.15          | 6.4               |             | Место стоянки                                                   | Этот знак разрешает стоянку всех транспортных средств автомобилей, автобусов и мотоциклов. В соответствии с ГОСТ 52289-2004 и ГОСТ 52289-2019 этот знак сейчас отнесён к информационным знакам — для них выделена отдельная категория „Информационные знаки“. |
| 5.16.1        | 5.19.2            |             | Пешеходный переход                                              | При отсутствии на переходе разметки „зебра“ устанавливается слева от дороги на ближней границе перехода. В соответствии с ГОСТ 52289-2004 и ГОСТ 52289-2019 этот знак сейчас отнесён к знакам особых предписаний — для них выделена отдельная категория „Знаки особых предписаний“. |
| 5.16.2        | 5.19.1            |             | Пешеходный переход                                              | При отсутствии на переходе разметки „зебра“ устанавливается справа от дороги на ближней границе перехода. В соответствии с ГОСТ 52289-2004 и ГОСТ 52289-2019 этот знак сейчас отнесён к знакам особых предписаний — для них выделена отдельная категория „Знаки особых предписаний“. |
| 5.17.1        | —                 |             | Подземный пешеходный переход                                    | Указывает место, где пешеходы могут безопасно перейти дорогу при помощи подземного пешеходного перехода. В соответствии с ГОСТ 52289-2004 и ГОСТ 52289-2019 этот знак сейчас отнесён к информационным знакам — для них выделена отдельная категория «Информационные знаки». |
| 5.17.2        | 6.6               |             | Подземный пешеходный переход                                    | Указывает место, где пешеходы могут безопасно перейти дорогу при помощи подземного пешеходного перехода. В соответствии с ГОСТ 52289-2004 и ГОСТ 52289-2019 этот знак сейчас отнесён к информационным знакам — для них выделена отдельная категория «Информационные знаки». |
| 5.17.3        | —                 |             | Надземный пешеходный переход                                    | Указывает место, где пешеходы могут безопасно перейти дорогу при помощи надземного пешеходного перехода. В соответствии с ГОСТ 52289-2004 и ГОСТ 52289-2019 этот знак сейчас отнесён к информационным знакам — для них выделена отдельная категория «Информационные знаки». |
| 5.17.4        | 6.7               |             | Надземный пешеходный переход                                    | Указывает место, где пешеходы могут безопасно перейти дорогу при помощи надземного пешеходного перехода. В соответствии с ГОСТ 52289-2004 и ГОСТ 52289-2019 этот знак сейчас отнесён к информационным знакам — для них выделена отдельная категория «Информационные знаки». |
| 5.18          | 6.2               |             | Рекомендуемая скорость                                          | Скорость, с которой рекомендуется движение на данном участке дороги. Зона действия знака распространяется до ближайшего перекрестка, а при применении знака 5.18совместно с предупреждающим знаком определяется протяженностью опасного участка. Знак также действует до знака 5.18 с иным числовым значением. В соответствии с ГОСТ 52289-2004 и ГОСТ 52289-2019 этот знак сейчас отнесён к информационным знакам — для них выделена отдельная категория «Информационные знаки». |
| 5.19.1        | 6.8.1             |             | Тупик                                                           | Указывает участок дороги, где невозможно сквозное движение, не запрещая при этом движение в направлении тупика. В соответствии с ГОСТ 52289-2004 и ГОСТ 52289-2019 эти знаки сейчас отнесены к информационным знакам — для них выделена отдельная категория «Информационные знаки». |
| 5.19.2        | 6.8.2             |             | Тупик                                                           | Указывает участок дороги, где невозможно сквозное движение, не запрещая при этом движение в направлении тупика. В соответствии с ГОСТ 52289-2004 и ГОСТ 52289-2019 эти знаки сейчас отнесены к информационным знакам — для них выделена отдельная категория «Информационные знаки». |
| 5.19.3        | 6.8.3             |             | Тупик                                                           | Указывает участок дороги, где невозможно сквозное движение, не запрещая при этом движение в направлении тупика. В соответствии с ГОСТ 52289-2004 и ГОСТ 52289-2019 эти знаки сейчас отнесены к информационным знакам — для них выделена отдельная категория «Информационные знаки». |
| 5.20.1        | 6.9.1             |             | Предварительный указатель направлений                           | Направления движения к обозначенным на знаке населенным пунктам и другим объектам. На знаках могут быть нанесены изображения знака 6.14.1, символы автомагистрали, аэропорта и иные пиктограммы. На знаке 6.9.1 могут быть нанесены изображения других знаков, информирующих об особенностях движения. В нижней части знака 6.9.1 указывается расстояние от места установки знака до перекрестка или начала полосы торможения. Знак 6.9.1 применяется также для указания объезда участков дорог, на которых установлен один из запрещающих знаков 3.11—3.15. В соответствии с ГОСТ 52289-2004 и ГОСТ 52289-2019 эти знаки сейчас отнесены к информационным знакам — для них выделена отдельная категория «Информационные знаки». |
| 5.20.2        | 6.9.2             |             | Предварительный указатель направления                           | Направления движения к обозначенным на знаке населенным пунктам и другим объектам. На знаках могут быть нанесены изображения знака 6.14.1, символы автомагистрали, аэропорта и иные пиктограммы. На знаке 6.9.1 могут быть нанесены изображения других знаков, информирующих об особенностях движения. В нижней части знака 6.9.1 указывается расстояние от места установки знака до перекрестка или начала полосы торможения. Знак 6.9.1 применяется также для указания объезда участков дорог, на которых установлен один из запрещающих знаков 3.11—3.15. В соответствии с ГОСТ 52289-2004 и ГОСТ 52289-2019 эти знаки сейчас отнесены к информационным знакам — для них выделена отдельная категория «Информационные знаки». |
| 5.20.3        | 6.9.3             |             | Схема движения                                                  | Маршрут движения при запрещении на перекрестке отдельных манёвров или разрешенные направления движения на сложном перекрестке. В соответствии с ГОСТ 52289-2004 и ГОСТ 52289-2019 этот знак сейчас отнесён к информационным знакам — для них выделена отдельная категория «Информационные знаки». |
| 5.21.1        | 6.10.2            |             | Указатель направления                                           | Направления движения к пунктам маршрута. На знаках может быть указано расстояние до обозначенных на нём объектов (км), нанесены символы автомагистрали, аэропорта и иные. В соответствии с ГОСТ 52289-2004 и ГОСТ 52289-2019 эти знаки сейчас отнесены к информационным знакам — для них выделена отдельная категория «Информационные знаки». |
| 5.21.2        | 6.10.1            |             | Указатель направлений                                           | Направления движения к пунктам маршрута. На знаках может быть указано расстояние до обозначенных на нём объектов (км), нанесены символы автомагистрали, аэропорта и иные. В соответствии с ГОСТ 52289-2004 и ГОСТ 52289-2019 эти знаки сейчас отнесены к информационным знакам — для них выделена отдельная категория «Информационные знаки». |
| 5.22          | 5.23.1            |             | Начало населённого пункта                                       | Начало населённого пункта, в котором действуют требования Правил дорожного движения Российской Федерации, устанавливающие порядок движения в населенных пунктах. В соответствии с ГОСТ 52289-2004 и ГОСТ 52289-2019 этот знак сейчас отнесён к знакам особых предписаний — для них выделена отдельная категория «Знаки особых предписаний». |
| 5.23          | 5.24.1            |             | Конец населённого пункта                                        | Место, с которого на данной дороге утрачивают силу требования Правил дорожного движения Российской Федерации, устанавливающие порядок движения в населенных пунктах. В соответствии с ГОСТ 52289-2004 и ГОСТ 52289-2019 этот знак сейчас отнесён к знакам особых предписаний — для них выделена отдельная категория «Знаки особых предписаний». |
| 5.24          | 5.25              |             | Начало населённого пункта                                       | Начало населённого пункта, в котором на данной дороге не действуют требования Правил дорожного движения Российской Федерации, устанавливающие порядок движения в населенных пунктах. В соответствии с ГОСТ 52289-2004 и ГОСТ 52289-2019 этот знак сейчас отнесён к знакам особых предписаний — для них выделена отдельная категория «Знаки особых предписаний». |
| 5.25          | 5.26              |             | Конец населённого пункта                                        | Конец населенного пункта, обозначенного знаком 5.25. В соответствии с ГОСТ 52289-2004 и ГОСТ 52289-2019 этот знак сейчас отнесён к знакам особых предписаний — для них выделена отдельная категория «Знаки особых предписаний». |
| 5.26          | 6.11              |             | Наименование объекта                                            | Наименование объекта иного, чем населённый пункт (речка, озеро, перевал, достопримечательность и тому подобное). В соответствии с ГОСТ 52289-2004 и ГОСТ 52289-2019 этот знак сейчас отнесён к информационным знакам — для них выделена отдельная категория «Информационные знаки». |
| 5.27          | 6.12              |             | Указатель расстояний                                            | Расстояние (в километрах) до населённых пунктов, расположенных на маршруте. В соответствии с ГОСТ 52289-2004 и ГОСТ 52289-2019 этот знак сейчас отнесён к информационным знакам — для них выделена отдельная категория «Информационные знаки». |
| 5.28          | 6.13              |             | Километровый знак                                               | Расстояние (в километрах) до начала или конца дороги. В соответствии с ГОСТ 52289-2004 и ГОСТ 52289-2019 эти знаки сейчас отнесены к информационным знакам — для них выделена отдельная категория «Информационные знаки». |
| 5.29.1        | 6.14.1            |             | Номер маршрута                                                  | Номер, присвоенный дороге (маршруту). В соответствии с ГОСТ 52289-2004 и ГОСТ 52289-2019 эти знаки сейчас отнесены к информационным знакам — для них выделена отдельная категория «Информационные знаки». |
| 5.29.2        | 6.14.2            |             | Номер маршрута                                                  | Номер и направление дороги (маршрута). В соответствии с ГОСТ 52289-2004 и ГОСТ 52289-2019 эти знаки сейчас отнесены к информационным знакам — для них выделена отдельная категория «Информационные знаки». |
| 5.30.1        | 6.15.1            |             | Направление движения для грузовых автомобилей                   | Рекомендуемое направление движения для грузовых автомобилей, тракторов и самоходных машин, если на перекрестке их движение в одном из направлений запрещено. В соответствии с ГОСТ 52289-2004 и ГОСТ 52289-2019 эти знаки сейчас отнесены к знакам особых предписаний — для них выделена отдельная категория «Знаки особых предписаний». |
| 5.30.2        | 6.15.2            |             | Направление движения для грузовых автомобилей                   | Рекомендуемое направление движения для грузовых автомобилей, тракторов и самоходных машин, если на перекрестке их движение в одном из направлений запрещено. В соответствии с ГОСТ 52289-2004 и ГОСТ 52289-2019 эти знаки сейчас отнесены к знакам особых предписаний — для них выделена отдельная категория «Знаки особых предписаний». |
| 5.30.3        | 6.15.3            |             | Направление движения для грузовых автомобилей                   | Рекомендуемое направление движения для грузовых автомобилей, тракторов и самоходных машин, если на перекрестке их движение в одном из направлений запрещено. В соответствии с ГОСТ 52289-2004 и ГОСТ 52289-2019 эти знаки сейчас отнесены к знакам особых предписаний — для них выделена отдельная категория «Знаки особых предписаний». |
| 5.31          | 6.17              |             | Схема объезда                                                   | Маршрут объезда участка дороги, временно закрытого для движения. В соответствии с ГОСТ 52289-2004 и ГОСТ 52289-2019 этот знак сейчас отнесён к информационным знакам — для них выделена отдельная категория «Информационные знаки». |
| 5.32.1        | 6.18.1            |             | Направление объезда                                             | Направление объезда участка дороги, временно закрытого для движения. В соответствии с ГОСТ 52289-2004 и ГОСТ 52289-2019 эти знаки сейчас отнесены к информационным знакам — для них выделена отдельная категория «Информационные знаки». |
| 5.32.2        | 6.18.2            |             | Направление объезда                                             | Направление объезда участка дороги, временно закрытого для движения. В соответствии с ГОСТ 52289-2004 и ГОСТ 52289-2019 эти знаки сейчас отнесены к информационным знакам — для них выделена отдельная категория «Информационные знаки». |
| 5.32.3        | 6.18.3            |             | Направление объезда                                             | Направление объезда участка дороги, временно закрытого для движения. В соответствии с ГОСТ 52289-2004 и ГОСТ 52289-2019 эти знаки сейчас отнесены к информационным знакам — для них выделена отдельная категория «Информационные знаки». |
| 5.33          | 6.16              |             | Стоп-линия                                                      | Место остановки транспортных средств при запрещающем сигнале светофора (регулировщика). В соответствии с ГОСТ 52289-2004 и ГОСТ 52289-2019 этот знак сейчас отнесён к знакам особых предписаний — для них выделена отдельная категория «Знаки особых предписаний». |
| 5.34.1        | 6.19.1            |             | Предварительный указатель перестроения на другую проезжую часть | Направление объезда закрытого для движения участка проезжей части на дороге с разделительной полосой или направление движения для возвращения на правую проезжую часть. В соответствии с ГОСТ 52289-2004 и ГОСТ 52289-2019 эти знаки сейчас отнесены к информационным знакам — для них выделена отдельная категория «Информационные знаки». |
| 5.34.2        | 6.19.2            |             | Предварительный указатель перестроения на другую проезжую часть | Направление объезда закрытого для движения участка проезжей части на дороге с разделительной полосой или направление движения для возвращения на правую проезжую часть. В соответствии с ГОСТ 52289-2004 и ГОСТ 52289-2019 эти знаки сейчас отнесены к информационным знакам — для них выделена отдельная категория «Информационные знаки». |
| 5.35          | 5.8               |             | Реверсивное движение                                            | Начало участка дороги, на котором на одной или нескольких полосах направление движения может изменяться на противоположное. После такого знака появится реверсивная полоса. В соответствии с ГОСТ 52289-2004 и ГОСТ 52289-2019 этот знак сейчас отнесён к знакам особых предписаний — для них выделена отдельная категория «Знаки особых предписаний». |
| 5.36          | 5.9               |             | Конец реверсивного движения                                     | Отменяет действие знака 5.35. В соответствии с ГОСТ 52289-2004 и ГОСТ 52289-2019 этот знак сейчас отнесён к знакам особых предписаний — для них выделена отдельная категория «Знаки особых предписаний». |
| 5.37          | 5.10              |             | Выезд на дорогу с реверсивным движением                         | Выезд на дорогу или на проезжую часть на которой есть реверсивная полоса. В соответствии с ГОСТ 52289-2004 и ГОСТ 52289-2019 этот знак сейчас отнесён к знакам особых предписаний — для них выделена отдельная категория «Знаки особых предписаний». |
| 5.38          | 5.21              |             | Жилая зона                                                      | Территория, на которой действуют требования Правил дорожного движения Российской Федерации, устанавливающие порядок движения в жилой зоне. В соответствии с ГОСТ 52289-2004 и ГОСТ 52289-2019 этот знак сейчас отнесён к знакам особых предписаний — для них выделена отдельная категория «Знаки особых предписаний». |
| 5.39          | 5.22              |             | Конец жилой зоны                                                | Отменяет действие знака 5.38. В соответствии с ГОСТ 52289-2004 и ГОСТ 52289-2019 этот знак сейчас отнесён к знакам особых предписаний — для них выделена отдельная категория «Знаки особых предписаний». |

## Знаки сервиса
Знаки сервиса информируют о расположении соответствующих объектов.
| Номер знака   | Номер знака       | Изображение | Название                                             | Описание |
| ГОСТ 10807‑78 | ГОСТ Р 52289‑2004 | Изображение | Название                                             | Описание |
| ------------- | ----------------- | ----------- | ---------------------------------------------------- | --- |
| 6.1           | 7.1               |             | Пункт первой медицинской помощи                      | |
| 6.2           | 7.2               |             | Больница                                             | |
| 6.3           | 7.3               |             | Автозаправочная станция                              | |
| 6.4           | 7.4               |             | Техническое обслуживание автомобилей                 | |
| 6.5           | 7.5               |             | Мойка автомобилей                                    | |
| 6.6           | 7.6               |             | Телефон                                              | |
| 6.7           | 7.7               |             | Пункт питания                                        | |
| 6.8           | 7.8               |             | Питьевая вода                                        | |
| 6.9           | 7.9               |             | Гостиница или мотель                                 | |
| 6.10          | 7.10              |             | Кемпинг                                              | |
| 6.11          | 7.11              |             | Место отдыха                                         | |
| 6.12          | 7.12              |             | Пост ГАИ                                             | В соответствии с ГОСТ 52289-2004 и ГОСТ 52289-2019 на знаке 7.12 аббревиатура ГАИ заменена на ДПС и имеет теперь такой вид: |
| 6.13          | 7.14              |             | Пункт контроля международных автомобильных перевозок | |

## Знаки дополнительной информации (таблички)
| Номер знака   | Номер знака       | Изображение | Название                                            | Описание |
| ГОСТ 10807‑78 | ГОСТ Р 52289‑2004 | Изображение | Название                                            | Описание |
| ------------- | ----------------- | ----------- | --------------------------------------------------- | --- |
| 7.1.1         | 8.1.1             |             | Расстояние до объекта                               | Указывается расстояние от знака до начала опасного участка, места введения соответствующего ограничения или определённого объекта (места), находящегося впереди по ходу движения. |
| 7.1.2         | 8.1.2             |             | Расстояние до объекта                               | Указывает расстояние от знака 2.4 до перекрестка в случае, если непосредственно перед перекрестком установлен знак 2.5. |
| 7.1.3         | 8.1.3             |             | Расстояние до объекта                               | Указывает расстояние до объекта, находящегося в стороне от дороги. |
| 7.1.4         | 8.1.4             |             | Расстояние до объекта                               | Указывает расстояние до объекта, находящегося в стороне от дороги. |
| 7.2.1         | 8.2.1             |             | Зона действия                                       | Указывает протяжённость опасного участка дороги, обозначенного предупреждающими знаками, или зону действия запрещающих и информационно-указательных знаков. |
| 7.2.2         | 8.2.2             |             | Зона действия                                       | Указывает зону действия запрещающих знаков 3.27—3.30. |
| 7.2.3         | 8.2.3             |             | Зона действия                                       | Указывает конец зоны действия знаков 3.27—3.30. |
| 7.2.4         | 8.2.4             |             | Зона действия                                       | Информирует водителей о нахождении их в зоне действия знаков 3.27—3.30. |
| 7.2.5         | 8.2.5             |             | Зона действия                                       | Указывают направление и зону действия знаков 3.27—3.30 при запрещении остановки или стоянки вдоль одной стороны площади, фасада здания и тому подобное. |
| 7.2.6         | 8.2.6             |             | Зона действия                                       | Указывают направление и зону действия знаков 3.27—3.30 при запрещении остановки или стоянки вдоль одной стороны площади, фасада здания и тому подобное. |
| 7.3.1         | 8.3.1             |             | Направления действия                                | Указывают направления действия знаков, установленных перед перекрёстком или направления движения к обозначенным объектам, находящимся непосредственно у дороги. |
| 7.3.2         | 8.3.2             |             | Направления действия                                | Указывают направления действия знаков, установленных перед перекрёстком или направления движения к обозначенным объектам, находящимся непосредственно у дороги. |
| 7.3.3         | 8.3.3             |             | Направления действия                                | Указывают направления действия знаков, установленных перед перекрёстком или направления движения к обозначенным объектам, находящимся непосредственно у дороги. |
| 7.4.1         | 8.4.1             |             | Вид транспортного средства                          | Указывают вид транспортного средства, на который распространяется действие знака. Табличка 7.4.1 распространяет действие знака на грузовые автомобили, в том числе и с прицепом, с разрешённой максимальной массой свыше 3,5 т. Табличка 7.4.2 — на грузовые автомобили, в том числе и с прицепом, с разрешенной максимальной массой свыше 3,5 т. Табличка 7.4.3 — на легковые автомобили, а также на грузовые автомобили с разрешённой максимальной массой до 3,5 т. Табличка 7.4.8 — на транспортные средства, оборудованные опознавательными знаками (информационными табличками) «Опасный груз». В настоящее время в России и Белоруссии знак-табличка с изображением прицепа сейчас имеет такой вид: |
| 7.4.2         | 8.4.2             |             | Вид транспортного средства                          | Указывают вид транспортного средства, на который распространяется действие знака. Табличка 7.4.1 распространяет действие знака на грузовые автомобили, в том числе и с прицепом, с разрешённой максимальной массой свыше 3,5 т. Табличка 7.4.2 — на грузовые автомобили, в том числе и с прицепом, с разрешенной максимальной массой свыше 3,5 т. Табличка 7.4.3 — на легковые автомобили, а также на грузовые автомобили с разрешённой максимальной массой до 3,5 т. Табличка 7.4.8 — на транспортные средства, оборудованные опознавательными знаками (информационными табличками) «Опасный груз». В настоящее время в России и Белоруссии знак-табличка с изображением прицепа сейчас имеет такой вид: |
| 7.4.3         | 8.4.3             |             | Вид транспортного средства                          | Указывают вид транспортного средства, на который распространяется действие знака. Табличка 7.4.1 распространяет действие знака на грузовые автомобили, в том числе и с прицепом, с разрешённой максимальной массой свыше 3,5 т. Табличка 7.4.2 — на грузовые автомобили, в том числе и с прицепом, с разрешенной максимальной массой свыше 3,5 т. Табличка 7.4.3 — на легковые автомобили, а также на грузовые автомобили с разрешённой максимальной массой до 3,5 т. Табличка 7.4.8 — на транспортные средства, оборудованные опознавательными знаками (информационными табличками) «Опасный груз». В настоящее время в России и Белоруссии знак-табличка с изображением прицепа сейчас имеет такой вид: |
| 7.4.4         | 8.4.4             |             | Вид транспортного средства                          | Указывают вид транспортного средства, на который распространяется действие знака. Табличка 7.4.1 распространяет действие знака на грузовые автомобили, в том числе и с прицепом, с разрешённой максимальной массой свыше 3,5 т. Табличка 7.4.2 — на грузовые автомобили, в том числе и с прицепом, с разрешенной максимальной массой свыше 3,5 т. Табличка 7.4.3 — на легковые автомобили, а также на грузовые автомобили с разрешённой максимальной массой до 3,5 т. Табличка 7.4.8 — на транспортные средства, оборудованные опознавательными знаками (информационными табличками) «Опасный груз». В настоящее время в России и Белоруссии знак-табличка с изображением прицепа сейчас имеет такой вид: |
| 7.4.5         | 8.4.5             |             | Вид транспортного средства                          | Указывают вид транспортного средства, на который распространяется действие знака. Табличка 7.4.1 распространяет действие знака на грузовые автомобили, в том числе и с прицепом, с разрешённой максимальной массой свыше 3,5 т. Табличка 7.4.2 — на грузовые автомобили, в том числе и с прицепом, с разрешенной максимальной массой свыше 3,5 т. Табличка 7.4.3 — на легковые автомобили, а также на грузовые автомобили с разрешённой максимальной массой до 3,5 т. Табличка 7.4.8 — на транспортные средства, оборудованные опознавательными знаками (информационными табличками) «Опасный груз». В настоящее время в России и Белоруссии знак-табличка с изображением прицепа сейчас имеет такой вид: |
| 7.4.6         | 8.4.6             |             | Вид транспортного средства                          | Указывают вид транспортного средства, на который распространяется действие знака. Табличка 7.4.1 распространяет действие знака на грузовые автомобили, в том числе и с прицепом, с разрешённой максимальной массой свыше 3,5 т. Табличка 7.4.2 — на грузовые автомобили, в том числе и с прицепом, с разрешенной максимальной массой свыше 3,5 т. Табличка 7.4.3 — на легковые автомобили, а также на грузовые автомобили с разрешённой максимальной массой до 3,5 т. Табличка 7.4.8 — на транспортные средства, оборудованные опознавательными знаками (информационными табличками) «Опасный груз». В настоящее время в России и Белоруссии знак-табличка с изображением прицепа сейчас имеет такой вид: |
| 7.4.7         | 8.4.7             |             | Вид транспортного средства                          | Указывают вид транспортного средства, на который распространяется действие знака. Табличка 7.4.1 распространяет действие знака на грузовые автомобили, в том числе и с прицепом, с разрешённой максимальной массой свыше 3,5 т. Табличка 7.4.2 — на грузовые автомобили, в том числе и с прицепом, с разрешенной максимальной массой свыше 3,5 т. Табличка 7.4.3 — на легковые автомобили, а также на грузовые автомобили с разрешённой максимальной массой до 3,5 т. Табличка 7.4.8 — на транспортные средства, оборудованные опознавательными знаками (информационными табличками) «Опасный груз». В настоящее время в России и Белоруссии знак-табличка с изображением прицепа сейчас имеет такой вид: |
| 7.4.8         | 8.4.8             |             | Вид транспортного средства                          | Указывают вид транспортного средства, на который распространяется действие знака. Табличка 7.4.1 распространяет действие знака на грузовые автомобили, в том числе и с прицепом, с разрешённой максимальной массой свыше 3,5 т. Табличка 7.4.2 — на грузовые автомобили, в том числе и с прицепом, с разрешенной максимальной массой свыше 3,5 т. Табличка 7.4.3 — на легковые автомобили, а также на грузовые автомобили с разрешённой максимальной массой до 3,5 т. Табличка 7.4.8 — на транспортные средства, оборудованные опознавательными знаками (информационными табличками) «Опасный груз». В настоящее время в России и Белоруссии знак-табличка с изображением прицепа сейчас имеет такой вид: |
| 7.5.1         | 8.5.1             |             | Субботние, воскресные и праздничные дни             | Указывают дни недели, в течение которых действует знак. |
| 7.5.2         | 8.5.2             |             | Рабочие дни                                         | Указывают дни недели, в течение которых действует знак. |
| 7.5.3         | 8.5.3             |             | Дни недели                                          | Указывают дни недели, в течение которых действует знак. |
| 7.5.4         | 8.5.4             |             | Время действия                                      | Указывает время суток, в течение которого действует знак. |
| 7.5.5         | 8.5.5             |             | Время действия                                      | Указывают дни недели и время суток, в течение которых действует знак. |
| 7.5.6         | 8.5.6             |             | Время действия                                      | Указывают дни недели и время суток, в течение которых действует знак. |
| 7.5.7         | 8.5.7             |             | Время действия                                      | Указывают дни недели и время суток, в течение которых действует знак. |
| 7.6.1         | 8.6.1             |             | Способ постановки транспортного средства на стоянку | Указывает, что все транспортные средства должны быть поставлены на стоянку параллельно краю проезжей части. |
| 7.6.2         | 8.6.2             |             | Способ постановки транспортного средства на стоянку | Указывают способ постановки легковых автомобилей и мотоциклов на околотротуарной стоянке. |
| 7.6.3         | 8.6.3             |             | Способ постановки транспортного средства на стоянку | Указывают способ постановки легковых автомобилей и мотоциклов на околотротуарной стоянке. |
| 7.6.4         | 8.6.4             |             | Способ постановки транспортного средства на стоянку | Указывают способ постановки легковых автомобилей и мотоциклов на околотротуарной стоянке. |
| 7.6.5         | 8.6.5             |             | Способ постановки транспортного средства на стоянку | Указывают способ постановки легковых автомобилей и мотоциклов на околотротуарной стоянке. |
| 7.6.6         | 8.6.6             |             | Способ постановки транспортного средства на стоянку | Указывают способ постановки легковых автомобилей и мотоциклов на околотротуарной стоянке. |
| 7.6.7         | 8.6.7             |             | Способ постановки транспортного средства на стоянку | Указывают способ постановки легковых автомобилей и мотоциклов на околотротуарной стоянке. |
| 7.6.8         | 8.6.8             |             | Способ постановки транспортного средства на стоянку | Указывают способ постановки легковых автомобилей и мотоциклов на околотротуарной стоянке. |
| 7.6.9         | 8.6.9             |             | Способ постановки транспортного средства на стоянку | Указывают способ постановки легковых автомобилей и мотоциклов на околотротуарной стоянке. |
| 7.7           | 8.7               |             | Стоянка с неработающим двигателем                   | Указывает, что на стоянке, обозначенной знаком 5.15, разрешается стоянка транспортных средств только с неработающим двигателем. |
| 7.8           | 8.8               |             | Платные услуги                                      | Указывает, что услуги предоставляются только за плату. |
| 7.9           | 8.9               |             | Ограничение продолжительности стоянки               | Указывает максимальную продолжительность пребывания транспортного средства на стоянке, обозначенной знаком 5.15. |
| 7.10          | 8.10              |             | Место для осмотра автомобилей                       | Указывает, что на площадке, обозначенной знаком 5.15 или 6.11, имеется эстакада или смотровая канава. |
| 7.11          | 8.11              |             | Ограничение разрешённой максимальной массы          | Указывает, что действие знака распространяется только на транспортные средства с разрешённой максимальной массой, превышающей максимальную массу, указанную на табличке. |
| 7.12          | 8.12              |             | Опасная обочина                                     | Предупреждает, что съезд на обочину опасен в связи с проведением на ней ремонтных работ. Применяется со знаком 1.25. |
| 7.13          | 8.13              |             | Направление главной дороги                          | Указывает направление главной дороги на перекрестке. Применяется в сочетании со знаком 2.1, 2.4 или 2.5. |
| 7.14          | 8.14              |             | Полоса движения                                     | Указывает полосу движения или полосу для велосипедистов, на которую распространяется действие знака или светофора. |
| 7.15          | 8.15              |             | Слепые пешеходы                                     | Указывает, что пешеходным переходом пользуются слепые. Применяется со знаками 1.22, 5.19.1, 5.19.2 и светофорами. |
| 7.16          | 8.16              |             | Влажное покрытие                                    | Указывает, что действие знака распространяется на период времени, когда покрытие проезжей части влажное. |
| 7.17          | 8.17              |             | Инвалиды                                            | Указывает, что действие знака 5.15 распространяется только на мотоколяски и автомобили, на которых установлены опознавательные знаки «Инвалид». |
| 7.18          | 8.18              |             | Кроме инвалидов                                     | Указывает, что действие знаков не распространяется на мотоколяски и автомобили, на которых установлены опознавательные знаки «Инвалид». |
| 7.19          | 8.19              |             | Класс опасного груза                                | Указывает номер класса (классов) опасных грузов по ГОСТ 19433-88. |